# 李德明 (加拿大政治人物)
李德明（Doug Bing，1950/1951年—），加拿大政治人物和牙醫，2013年-17年間以卑詩自由黨黨員身份擔任卑詩省議會楓樹嶺—匹特草原選區議員，2005年-14年間則任職匹特草原地區議員。

## 生平
李德明於卑詩省溫哥華土生土長，為第三代加拿大華人，祖父和外公於20世紀初抵加時需繳付人頭稅。他曾任中學學生會會長，於卑詩大學修讀時則任該校教務委員會的學生代表。他從該校取得理學士學位，再於1977年從該校獲取牙醫學位。他就學時結識妻子海倫（Helen），兩人於1980年在匹特草原開設牙醫診所並育有三子。
他於2005年地方選舉中當選匹特草原地區議員，再於2008年地方選舉中贏取最高票數連任。2011年4月他宣布競選匹特草原市長，但同年8月則表示棄選並改為競逐連任市議員。他在2011年市選中再度獲取最高票數，贏得第三屆市議員任期。
2013年2月他獲取卑詩自由黨楓樹嶺—匹特草原選區候選人資格，在同年省選以620票之差險勝新民主黨候選人羅森瑙（Elizabeth Rosenau）成為該區省議員。他留任匹特草原市議員至2014年2月，期間未有從市府領取薪金或報銷開支。他在第40屆省議會中出任內閣強勁經濟委員會、衛生特別常務委員會、和原住民事務特別常務委員會等會成員。
他於2017年省選競逐連任省議員，但不敵新民主黨候選人畢麗莎。

## 外部連結
- （英文）卑詩省議會網站 李德明議員簡介 （页面存档备份，存于）